# Данићи (породица)
Данићи (Дани) српска породица, потичу од Ристе Илче Данића, председника београдске општине, чији су потомци Димитрије Данић, Милутин Гарашанин, председник министарског савета, др Јован Жујовић, министар иностраних послова и др.

### Порекло
Данићи су пореклом из Катранице (Пирги) села у Северној Грчкој, недалеко од Островског језера. Данићи су славили крсну славу Светог Димитрија. Изгледа да су пореклом били поцинцарени Срби, јер, између осталог у Катраници није било Цинцара.

### Риста Илча Данић
Риста (Илча) Данић, председник београдске општине, доселио се у Србију око 1800. из Катранице. Риста Данић је био ожењен Наумком Момировић, кћерком кнеза пожаревачке кнежине Момира Протића из Лучице и сестром војводе пожаревачке кнежине Ивана Ива Момировића. Имали су два сина и две кћерке Димитрија Данића, Данила Данића, Софију Гарашанин рођ. Данић, удату за Илију Гарашанина и Јелену Жујовић, рођ. Данић удату за Младена Жујовића.

### Данило Р. Данић
Данило Данић, државни саветник, син Ристе Илче Данића и Наумке Данић, рођ. Момировић, са Катарином Симић, кћерком Матије Симића, државног саветника имао је синове Ристу, Јована и Димитрија.

### Риста Д. Данић
Риста Данић, дипломата, је са Јеленом Цукић имао сина Данила Данића. Нема потомства.

#### Данило Р. Данић
Данило Р. Данић био је син Ристе Данића и Јелене Цукић.

### Др Јован Д. Данић (1854—1924)
Др Јован Данић, неуролог и психијатар, је са Јеленом Антула (1863—1920), кћерком Константина С. Антуле имао је Димитрија, Данила, Радована и Милована.

#### Данило Ј. Данић
Данило Данић, касациони судија, је са Даницом Грујић имао кћерку др Јелену, удату за Илију Станојчића. Није имала деце

#### Димитрије J. Данић
Димитрије Данић је био ожењен Маријом Динић, али нису имали деце.

#### Др Радован J. Данић (1893—1979)
Пуковник проф. др Радован Рада Данић (1893—1979) др медицине, проф. на универзитету у Београду, управник 2. хируршке клинике. По свршеној гимназији студирао је медицину у Минхену, али се 1912. јавио добровољно у војску да би био распоређен као помоћни батаљонски лекар, убрзо у дивизијску болницу. По ослобођењу Битоља Данић се демобилише, наставља студије, но, већ у лето 1914. године, враћа се у Србију и учествује у Првом светском рату. По демобилизацији, 1920. године наставља медицинске студије у Берну. Дипломира 1923. и ступа у војску као санитетски поручник, да би после недељу дана, због ратних заслуга био унапређен у чин санитетског капетана II класе.
За време Другог светског рата др Радован Данић прихвата наређење и овлашћења пуковника Драже Михајловића за формирање санитета Војске у отаџбини. Али, планове и распоред људства не држи на папиру, већ у памћењу, те по његовом хапшењу, средином 1942. године, организација не бива откривена. Потом борави у заробљеништву, одакле се просле рата враћа у земљу.
Пуковник проф. др Радован Рада Данић (1893—1979) био је ожењен Десанком Пантић. Нема потомства.

### Др Димитрије Данић (1862—1932)
Др Димитрије Данић, хонорарни професор, у Јени је докторирао 1885. године, са титулом доктора филозофије. Тема доктората је била Конформно пресликавање елиптичног параболида на раван. Предавао је математику на Војној академији.

### Гарашани
Софија Данић (1820—1894 ), кћерка Ристе Данића и Наумке Протић, рођ. Момировић, кћерке обор-кнеза пожаревачке кнежине Момира Протића из Лучице и сестре војводе пожаревачке кнежине Иве Момировића била је удата за пуковника Илију Гарашанина, сина Хаџи Милутина Савића и Пауне Лома, сестре војводе Арсенија Ломе, председника 10. и 18. министарског савета (владе) Србије, министра унутрашњих послова.
Синови Илије и Софије Гарашанин, унуци Наумке и праунуци кнеза Момира Протића су пуковник Милутин Гарашанин председник 34. министарског савета (владе) Србије и Светозар Гарашанин, такокђе официра, кнежевог ађутанта, који је рањен приликом атентата на кнеза Михаила.
- Пуковник Милутин Гарашанин, син Илије Гарашанина и праунук кнеза Момира Протића, је са супругом Вукосавом имао синове Војислава и Владимира и кћерку Оливеру. Поручник Војислав М. Гарашанин, у Првом светском рату рањен у обе руке наставио је да командује својом четом на Иверку, где је погинуо 6. августа 1914. Др Владимир Гарашанин, правник, резервни официр, учесник Кумановске битке и Првог светског рата имао је сина академика Милутина Гарашанина, познатог археолога, чије кћерке Јулија и близнакиње Софија и Оливера задржале су презиме Гарашанин. И њихова деца су, уз очева презимена, додала Гарашанин да би се сачувало презиме.

### Жујовићи
Млађа сестра Софије Гарашанин, рођ. Данић, Јелена (1825—1875) била је удата за пуковника Младена М. Жујовића (1811—1894), министра војног и државног саветника. Имали су осморо деце, пет синова - Миленка, Михаила, Јована, Ђорђа и Јеврема и три кћерке Катарину, Јелисавету и Љубицу. Трећи син пуковника Младена Жујовића је мајор Ђорђе Жујовић (1846—1937), који је са Персидом Костић имао сина пуковника Михаила Жујовића (1880—1965) и кћерку Јелену удату за генерала Туфегџића. Четврти син пуковника Младена Жујовића, санитетски потпуковник Јеврем Жујовић чији син је четнички потпуковник Младена Жујовића (1895—1969), др права.

### Сродство
Данићи су били у сродству са Момировићима, Гарашанима, Жујовићима, Антулама, Цукићима и др.